# 高野瀬隆重
高野瀬 隆重（たかのせ たかしげ、生没年不詳）は、鎌倉時代の武士。本名は高野瀬備中守隆重（頼定？）。正式な活動は不明だが、六角氏の命令により、肥田城を築いたとされる。

## 概要
元々は小領主であったが、後に全盛期を迎えた後、六角氏の命令で肥田城を築いたとされる。応仁の乱後に高野瀬氏は滅亡した。

## 生涯
平安時代に生まれる。父母は不明。六角氏に仕え、全盛期を迎えるようになった。元々は小領主であったが、後に六角氏の命令により、1181年（治承5年）に肥田城を築いたとされている。その後の活動は不明。